# Namur (település)
Namur város Belgium Vallónia régiójában, a Sambre folyó partján; Namur tartomány székhelye.

## Történelem
A város már a kelta időkben fontos kereskedelmi csomópont volt. A város a római kor után is virágzó település maradt, mert a kora középkorban a Merovingok egy várat emeltek a folyó mellett.
A 9. század vége felé alakult meg a frank befolyás alatt álló Namuri Grófság, amely később Őrgrófság lett. 1262-ben az őrgrófság a Flamand Grófság része lett, majd 1421-ben a burgundi hercegek foglalták el a trónt, dinasztikus házasság révén.
Miután Namur az 1640-es években Spanyol-Németalföld része lett, a várat rendkívül megerősítették. 1692-ben aztán XIV. Lajos francia király csapatai foglalták el a várost, és a francia mérnökök újjáépítették a védműveket. 1709-ben aztán a hollandok foglalták el a várost.
1713-ban a terület az osztrák Habsburgok kezére került, habár a várban továbbra is holland őrség maradt. 1794-ben, a francia forradalmat követően Namur ismét Franciaország része lett. Napóleon veresége után, 1815-ben a bécsi kongresszus Hollandia részévé nyilvánította Belgiumot, így Namur is holland fennhatóság alá került. 1830-ban aztán Belgium elszakadt Hollandiától.
Az első világháború idején, 1914-ben a város a németek fő támadásának vonalába esett, de a város erődje csak három napos ostrom után adta meg magát. A város mindkét világháborúban jelentős károkat szenvedett.

## Gazdaság
Namur fontos ipari és kereskedelmi központ. A város ipari üzemeiben gépeket, bőrárukat, fémeket és porcelánt készítenek.

## Közlekedés
A város fontos vasúti és közúti csomópont, valamint jelentős a vízi közlekedés is. Namurből vasúti szerelvények indulnak többek között Brüsszelbe, Luxembourgba.

## Látnivalók
- Harangtorony (világörökség része)
- Szent Albán Katedrális
- Citadella
- Guy Delforge Parfümgyár és bolt
- Szent Loup templom
- Namuri Színház
- Notre-Dame templom
- Groesbeek de Croix Hotel
- Fegyvertár
- Az öreg Halle Al’Chair az archeológiai múzeummal

## Testvértelepülések
- Québec,  Kanada
- Szabadka,  Szerbia
- Bourg-en-Bresse,  Franciaország
- Belmont,  Franciaország
- Ógaki,  Japán
- Empoli,  Olaszország
- Kolozsvár, Románia[2]

## Lásd még
- Namuri Őrgrófság
- Namur (tartomány)
- Namur grófjai

## Külső hivatkozások
- Hivatalos oldal
- Eupedia Belgium Guide : Namur
- képek
- The Facultés Universitaires Notre-Dame de la Paix hivatalos oldal
- turizmus
- Namur látnivalói magyarul